# 紀元前31世紀

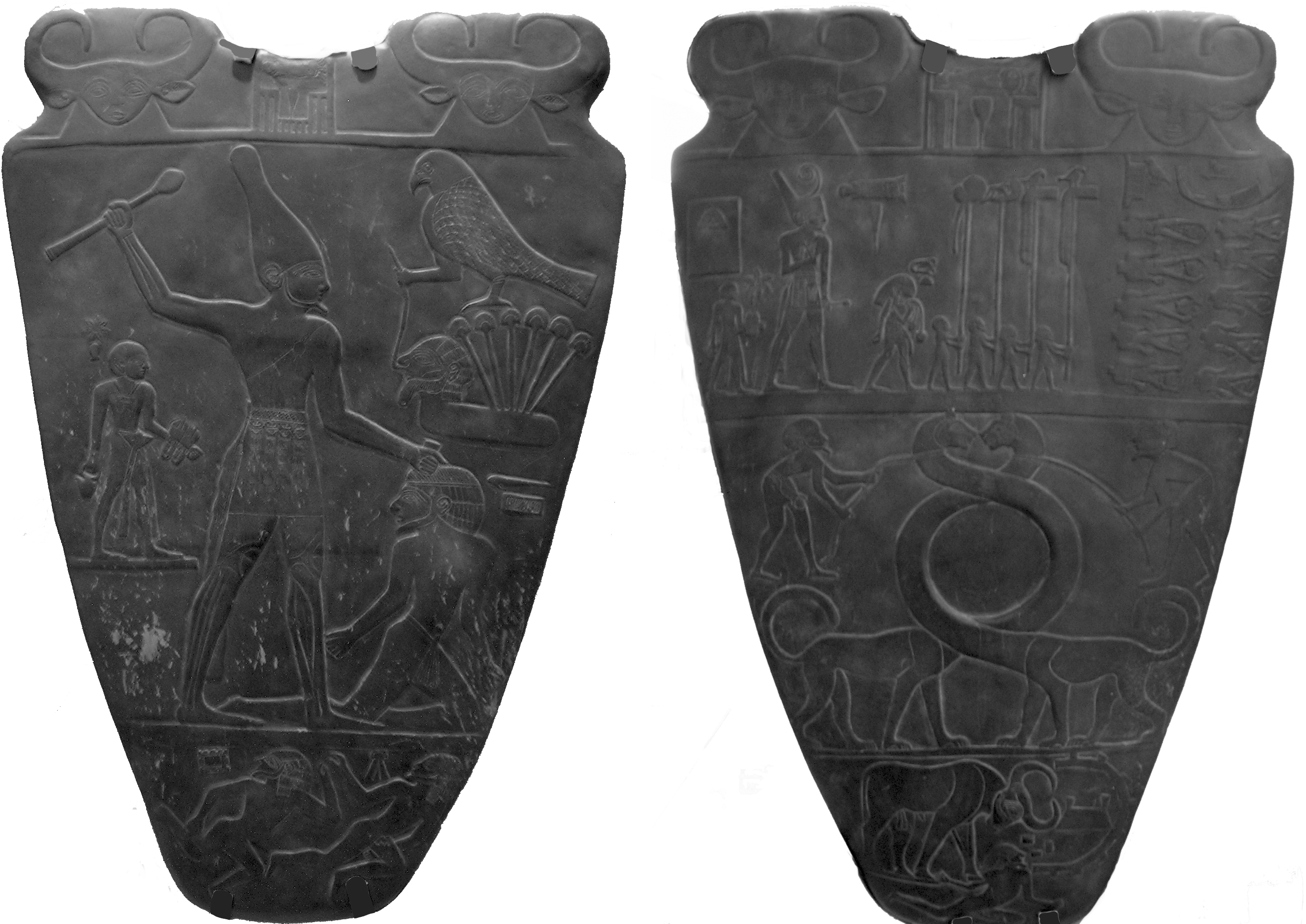
「ナルメル王のパレット」。ナルメル王は上下エジプトを統一したエジプト第1王朝の創始者と推定されている。このパレットはヒエラコンポリスで1898年に発見されたもので、現在はカイロのエジプト考古学博物館に収蔵されている。

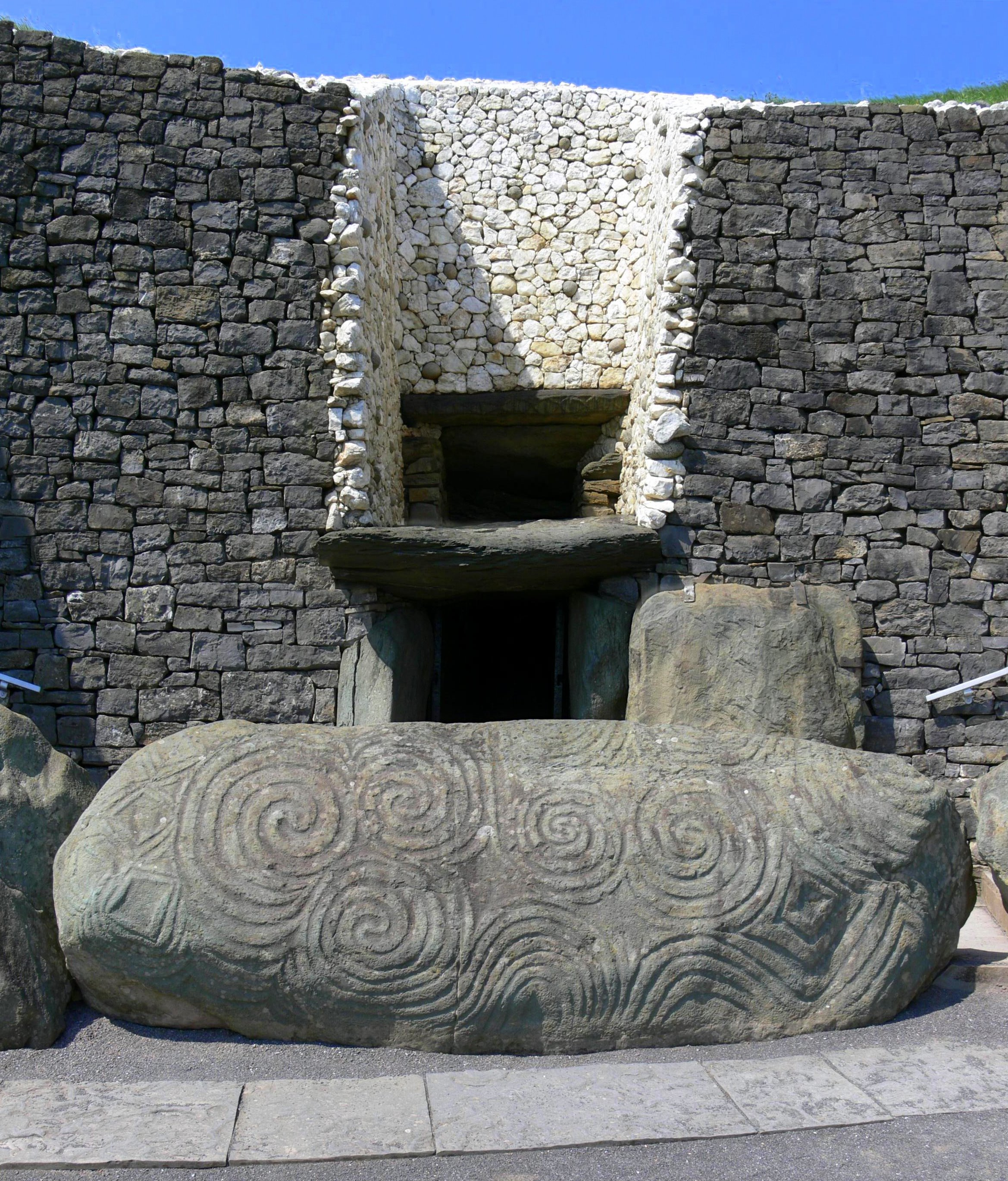
ニューグレンジ。アイルランド・ミース県のブルー・ナ・ボーニャ遺跡群にある羨道墳の一つ。冬至の明け方に太陽光が羨道に射し込むことで有名。画像はニューグレンジの入り口に置かれた渦巻き模様の巨石の平板。

紀元前31世紀（きげんぜんさんじゅういちせいき）は、西暦による紀元前3100年から紀元前3001年までの100年間を指す世紀。

## 出来事
- 紀元前3100年頃
  - エジプトはナカダIII期で初期王朝時代。
  - 上エジプトと下エジプトの統一がなされ第1王朝が成立し、ナルメル王の統治が始まる。
    - ヒエラコンポリス（英語版）で発見された「ナルメル王のパレット」他の考古資料がある。
    - マネトの『アイギュプティカ（エジプト史）』に代表される伝承ではメネス王がエジプトを統一したとされる。

  - メソポタミアではウルク期（ウルクIV層）からジェムデト・ナスル期（英語版）への移行。
    - ウルクにアヌを祀ったジッグラトが建設される。
    - 楔形文字の原型であるウルク古拙文字が使用される。円筒印章が作られる。

  - ペルシア湾岸のアル・アイン近郊でハフィート文化（英語版）が成立する。
  - イギリスのソールズベリーにあるストーンヘンジの建設が始まる。
  - アイルランドのミース県にあるニューグレンジの建設が始まる。
  - 黄河最上流域の甘粛・青海に馬家窯文化が展開。
- 紀元前3050年頃 - メネスが生まれた。
- 紀元前3000年
  - メネスがエジプトを統一し、メンフィスに都が作られた。
  - メネスが死去した。
- 紀元前3000年頃
  - マルタ島ハル・サフリエニの地下墳墓の「眠れる貴婦人像（マルタ国立考古学博物館（英語版））」が作られる。

## 主な人物
- スコーピオン・キング
- ナルメル
- ホル・アハ
- メトシェラ

## 発明・発見
- 表意文字 - 中国
- 溝渠 - インド
- ダム、運河、斜面やてこ - シュメール
- 道具や武器としての銅の使用

## 神話
- 紀元前3009年10月9日 - アリヤバータによると、『マハーバーラタ』に描かれた争いが始まった。